# Резерфордий
| 104        | Резерфордий |
| Rf(267)    |             |
| 5f146d27s2 |             |

Резерфо́рдий (Rf), лат. Rutherfordium, до 1997 года в СССР и России был известен как курчато́вий (Ku) — 104-й элемент в периодической системе. Резерфордий — высокорадиоактивный искусственно синтезированный элемент, период полураспада наиболее стабильного из известных изотопов (267Rf) составляет около 1,3 часа. Этот элемент не может где-либо использоваться и про него мало что известно, поскольку он никогда не был получен в макроскопических количествах. Резерфордий — первый трансактиноидный элемент, его предсказанные химические свойства близки к гафнию.

## История
Впервые сто четвёртый элемент периодической системы был синтезирован в 1964 году учёными Объединённого института ядерных исследований в Дубне под руководством Г. Н. Флёрова. Они обстреливали мишень из плутония-242 ядрами неона-22 энергией около 115 МэВ:
{\displaystyle \mathrm {^{242}_{94}{Pu}+_{10}^{22}Ne\rightarrow _{104}^{264}Rf^{*}} {\begin{matrix}\nearrow \mathrm {^{260}_{104}Rf+4_{0}^{1}n} \\\searrow \mathrm {^{259}_{104}Rf+5_{0}^{1}n} \end{matrix}}}
Образовавшиеся атомы 104-го элемента попадали в среду газообразного хлорида циркония, где связывались с хлором и переносились к детекторам спонтанного деления.
Удалось выделить в наблюдаемом спонтанном делении два периода полураспада — 0,1 и 3,5 с, а также количественно оценить химические свойства элемента — температуру кипения RfCl4, равную 450±50°. Это достижение было признано как научное открытие и занесено в Государственный реестр открытий СССР под № 37 с приоритетом от 9 июля 1964 года. В дальнейшем первый из указанных периодов полураспада не подтвердился (260Rf имеет период полураспада 21 мс), тогда как второй соответствует 259Rf (по современным данным 2,8 с).
В 1969 году элемент был получен группой учёных в Университете Беркли, Калифорния, которые утверждали, что не смогли повторить эксперименты советских учёных. Они использовали мишень из калифорния-249, которую облучали ионами углерода-12:
{\displaystyle \mathrm {^{249}_{98}{Cf}+_{6}^{12}C\rightarrow _{104}^{261}Rf^{*}\rightarrow _{104}^{257}Rf+4_{0}^{1}n} }
Синтез по американской методике был независимо подтверждён в 1973 году идентификацией резерфордия как источника наблюдаемых Kα-рентгеновских линий, свидетельствующих об образовании продукта распада резерфордия — нобелия-253.
В 1974 году в Объединённом институте ядерных исследований получили резерфордий в реакции холодного слияния атомов свинца-208 и титана-50:
{\displaystyle \mathrm {^{208}_{82}Pb+_{22}^{50}Ti\rightarrow _{104}^{258}Rf^{*}} {\begin{matrix}\nearrow \mathrm {^{255}_{104}Rf+3_{0}^{1}n} \\\rightarrow \mathrm {^{256}_{104}Rf+2_{0}^{1}n} \\\searrow \mathrm {^{257}_{104}Rf+_{0}^{1}n} \end{matrix}}}
В 1970 году исследователи из Калифорнийского университета под руководством Альберта Гиорсо получили резерфордий-261 в реакции слияния ядер кюрия-248 и кислорода-18:
{\displaystyle \mathrm {^{248}_{96}Cm+_{8}^{18}O\rightarrow _{104}^{266}Rf^{*}\rightarrow _{104}^{261}Rf+5_{0}^{1}n} }
В 1996 году в Беркли был получен изотоп резерфордий-262 при облучении плутония-244 ионами неона-22:
{\displaystyle \mathrm {^{244}_{94}Pu+_{10}^{22}Ne\rightarrow _{104}^{266}Rf^{*}} \rightarrow {\begin{cases}\mathrm {^{261}_{104}Rf+5_{0}^{1}n} \\\mathrm {^{262}_{104}Rf+4_{0}^{1}n} \end{cases}}}
В 1999 году был открыт изотоп резерфордий-263 при электронном захвате дубния-263.
В 2000 году физикам из Дубны удалось получить резерфордий при облучении мишени из урана-238 ионами магния-26:
{\displaystyle \mathrm {^{238}_{92}U+_{12}^{26}Mg\rightarrow _{104}^{264}Rf^{*}} \rightarrow {\begin{cases}\mathrm {^{261}_{104}Rf+3_{0}^{1}n} \\\mathrm {^{260}_{104}Rf+4_{0}^{1}n} \\\mathrm {^{259}_{104}Rf+5_{0}^{1}n} \\\mathrm {^{258}_{104}Rf+6_{0}^{1}n} \end{cases}}}

## Происхождение названия
Советские учёные, первыми заявившие о синтезе нового элемента, предложили название курчатовий (Kurchatovium, Ku) в честь выдающегося советского учёного-физика И. В. Курчатова.
В 1992 году совместная рабочая группа Международного союза теоретической и прикладной химии и Международного союза теоретической и прикладной физики по трансфермиевым элементам (англ. Transfermium Working Group) оценила заявки об открытии элемента 104 и сделала вывод, что обе группы привели достаточные доказательства его синтеза и честь открытия должна быть разделена между ними.
Американцы ответили на выводы комиссии, заявив, что она придаёт слишком большое значение результатам группы Объединённого института ядерных исследований. В частности, они указали, что за 20 лет советские учёные несколько раз изменяли детали своих заявлений о свойствах нового элемента, что советские учёные и не отрицали. Они также обвинили TWG в том, что та чересчур доверяет химическим опытам, проведённым советскими учёными, и что в комиссии нет квалифицированных специалистов. TWG ответила, что это не имеет значения и что они учли все возражения, приведённые американской группой, и заявили, что не находят причин для пересмотра их заключения о приоритете открытия. В конце концов, ИЮПАК использовал название, предложенное американцами, что может некоторым образом указывать на то, что они изменили своё решение.
В 1994 году Международный союз теоретической и прикладной химии предложила название «дубний», поскольку название «резерфордий» было предложено для 106-го элемента, и Международный союз теоретической и прикладной химии считал, что группа Объединённый институт ядерных исследований должна быть достойно почтена за их вклад. Однако на этом спор по поводу названий для элементов 104—107 не закончился. Только в 1997 году дискуссия была завершена, и для 104-го элемента было принято текущее название «резерфордий», а для элемента 105 — название «дубний».
Название «резерфордий» в честь выдающегося английского физика Эрнеста Резерфорда было принято Международным союзом теоретической и прикладной химии в 1997 году (одно время «резерфордием» назывался 106-й элемент — сиборгий). До принятия этого названия элемент назывался «уннильквадием», обозначение Unq (в соответствии с общим соглашением о наименовании элементов, названия которых пока не утверждены, от латинских названий цифр 1, 0 и 4).

## Химические свойства
Ранние расчёты показывали[когда?], что релятивистские эффекты в электронных оболочках резерфордия могут быть достаточно сильными, чтобы p-орбитали имели меньший уровень энергии, нежели d-орбитали, что делало бы его химические свойства похожими на свойства свинца. Но более точные расчёты и изучение полученных соединений показали, что он ведёт себя, как и остальные элементы IV группы.
Химические свойства резерфордия были определены с использованием ультрамалых количеств вещества чешским химиком Иво Звара. Было установлено, что 104 элемент химически является аналогом гафния. В степени окисления +4 он образует летучие при температурах 250—300 °C галогениды RfCl4 и RfBr4. При экстракционных процессах с участием сложных комплексных ионов поведение резерфордия значительно отличается от поведения ионов трёхвалентных актиноидов и свидетельствует о существовании в этих системах иона Rf4+, что доказывает его сходство с гафнием.

## Изотопы
На начало 2016 года известно 16 изотопов резерфордия (а также 4 ядерных изомера) с массовыми числами от 253 до 270 и периодом полураспада от долей микросекунд до 1,3 часа (267Rf).